# Фонтана Лупо-Риголиција (Палермо)
Фонтана Лупо-Риголиција је насеље у Италији у округу Палермо, региону Сицилија.
Према процени из 2011. у насељу је живело 213 становника. Насеље се налази на надморској висини од 170 м.